# 杜塞爾多夫美術館
杜塞爾多夫美術館（德語：Kunsthalle Düsseldorf）是位於德國杜塞爾多夫的一座收藏當代藝術美術品的美術館。

## 历史
美術館的建築修建於1957年，是一座粗野主義建築。1990年代末期，美術館一度關閉整修，在2002年7月再度開業。

## 外部連結
维基共享资源上的相關多媒體資源：杜塞爾多夫美術館